# Stockholms stads hederspris
Stockholms stad delar varje år ut fem hederspriser till kulturutövare som bor och arbetar i Stockholmsområdet. Hederspriserna går till personer som har stor betydelse för kulturlivet i Stockholm. Prissumman är på 100 000 kronor. 
De fem kategorierna är:
- Musik
- Konst
- Litteratur
- Scenkonst
- Kulturarbete för barn och unga

## Pristagare

### 2001
- Lars Kleen
- Kia Berglund
- Bengt Ohlsson
- Lena Willemark
- Joakim Pirinen

### 2002
- Staffan Westerberg
- Maria Blom
- Anita Goldman
- Fläskkvartetten
- Leif Elggren

### 2003
- Enno Hallek
- Ingela Olsson
- Gunilla Lundgren
- Susan Taslimi
- Teshome Wondimu

### 2004
- Gunnar Edander
- Agneta Elers Jarleman
- Ingdrid Falk
- Gustavo Aguerre
- Lars Jakobson
- Jane Bark
- Monica Dominique

### 2005
- Esbjörn Svensson Trio
- Eva Funck
- Göran Palm
- Pija Lindenbaum
- Tom Ahlström och Hans Ehrich

### 2006
- Ahmadu Jah
- Gellert Tamas
- Gunilla Bandolin
- Kerstin Thorvall
- Staffan Göthe

### 2007
- Ann Jäderlund
- Kroumata
- Lena Cronqvist
- Roy Andersson
- Sissela Kyle

### 2008
- Ann-Sofi Sidén
- Claes Fellbom
- Gustaf Sjökvist
- Maria Llerena
- Peter Khilgård

### 2009
- Jan Håfström
- Christina Molander
- Lennart Hellsing
- Lisa Spets
- Re:Orient
- Robyn

### 2010
- Turteatern
- Cicela Edefalk
- Bruno K Öijer
- Karin Dreijer Andersson
- Tor Svae

### 2011
- Stina Wirsén
- Majgull Axelsson
- Håkan Lidbo
- Shima Niavarani
- Fotografiska

### 2012
- Helene Billgren
- Nina Ramsby
- Magnus William-Olsson
- Josette Bushell-Mingo
- Swedish House Mafia

### 2013
- Karin Mamma Andersson
- Ane Brun
- Sara Stridsberg
- Carolina Frände
- Tomas Alfredson

### 2014
- Ilon Wikland
- The Salazar Brothers
- Lena Andersson
- Ulla Kassius
- Nina Stemme

### 2015
- Maria Miesenberger
- Sofia Karlsson
- Lars Norén
- Malena Ernman
- Özz Nûjen

### 2016
- Ingegerd Råman
- Benny Andersson & Björn Ulvaeus
- Susanna Alakoski
- Pernilla August
- Eva Lindström

### 2017
- Beth Laurin
- Erik Lundin
- Kristina Sandberg
- Danjel Andersson
- Suzanne Osten

### 2018
- Saadia Hussain
- Kafé 44 för sin verksamhet Scen 44
- Hédi Fried
- Anna Pettersson
- Teater Pero

### 2019[1]
- Sirous Namazi
- Sherihan "Cherrie" Hersi
- Agneta Pleijel
- Fredrik "Benke" Rydman
- Manne af Klintberg

### 2020[2]
- Musik: Anne Sofie von Otter
- Konst: Bea Szenfeld
- Litteratur: Niklas Natt och Dag
- Scenkonst: Siri Hamari
- Kulturarbete för barn och unga: Nassim Al Fakir

### 2021[3]
- Musik: Rostam Mirlashari
- Konst: Päivi Ernkvist
- Litteratur: Kjell Johansson
- Scenkonst: Sophia Artin
- Kulturarbete för barn och unga: Georg Riedel

### 2022[4]
- Musik: Eric Bibb
- Konst: Ulrik Samuelson
- Litteratur: Karolina Ramqvist
- Scenkonst: Henrik Dorsin
- Kulturarbete för barn och unga: Nina Balabina

### 2023[5]
- Musik: Andrea Tarrodi
- Konst: Ulla Wiggen
- Litteratur: Rönnells antikvariat
- Scenkonst: Lindy Larsson
- Kulturarbete för barn och unga: Karin Helander

### 2024[6]
- Musik: Bengt Ernryd
- Konst: Lap-See Lam
- Litteratur: Nina Hemmingsson
- Scenkonst:  Lars Rudolfsson
- Kulturarbete för barn och unga: Cleo Boman

### 2025[7]
- Musik: Roland Pöntinen
- Konst: Valeria Montti Colque
- Litteratur: Stefan Lindberg
- Scenkonst: Marie Göranzon
- Kulturarbete för barn och unga: Adam Taal